# The 10 Year Limited Edition Anniversary Box Set
The 10 Year Limited Edition Anniversary Box Set es una caja recopilatoria de la banda británica Blur lanzado en cantidades limitadas en 1999. Contiene 22 CD con 126 canciones con todos los sencillos oficiales lanzados en el Reino Unido desde su álbum debut Leisure hasta el álbum 13 de 1999 con la excepción de 3 lados B que aparecen en el sencillo «No Distance Left to Run», esto debido a que fue publicado después del lanzamiento del box set. Los sencillos de club de fanes, sencillos promocionales y sencillos publicados en otros países no fueron incluidos en el box set.

## Lista de canciones
- Disco 1 - She's So High

1. "She's So High (Edit)" – 3:49
2. "I Know" – 3:31
3. "Down" – 5:56
4. "Sing" – 6:00
5. "I Know (Versión Extendida)" – 6:29

- Disco 2 - There's No Other Way

1. "There's No Other Way" – 3:14
2. "Inertia" – 3:51
3. "Mr Briggs" – 3:59
4. "I'm All Over" – 2:00
5. "There's No Other Way (The Blur Remix)" – 5:04
6. "Won't Do It" – 3:19
7. "Day Upon Day (Live)" – 4:01
8. "There's No Other Way (Versión Extendida)" – 4:04

- Disco 3 - Bang

1. "Bang" – 3:34
2. "Explain" – 2:44
3. "Luminous" – 3:13
4. "Berserk" – 6:52
5. "Bang (Versión Extendida)" – 4:27
6. "Uncle Love" – 2:30

- Disco 4 - Popscene

1. "Popscene" – 3:12
2. "Mace" – 3:24
3. "Badgeman Brown" – 4:47
4. "I'm Fine" – 3:01
5. "Garden Central" – 5:58

- Disco 5 - For Tomorrow

1. "For Tomorrow (Versión del sencillo)" – 4:20
2. "Into Another" – 3:54
3. "Hanging Over" – 4:27
4. "Peach" – 3:57
5. "Bone Bag" – 4:03
6. "When the Cows Come Home" – 3:49
7. "Beachcoma" – 3:37
8. "For Tomorrow (Versión Acústica)" – 4:41
9. "For Tomorrow ("Visit to Primrose Hill" Extendida)" – 6:00

- Disco 6 - Chemical World

1. "Chemical World (Single Edit)" – 3:54
2. "Young & Lovely" – 5:04
3. "Es Scmecht" – 3:38
4. "My Ark" – 5:58
5. "Maggie May" – 4:05
6. "Chemical World (Reworked)" – 3:46
7. "Never Clever (Live)" – 2:28
8. "Pressure On Julian (Live)" – 5:00
9. "Come Together (Live)" – 3:30

- Disco 7 - Sunday Sunday

1. "Sunday Sunday" – 2:37
2. "Dizzy" – 3:24
3. "Fried" – 2:34
4. "Shimmer" – 4:40
5. "Long Legged" – 2:23
6. "Mixed Up" – 3:01
7. "Tell Me Tell Me" – 3:37
8. "Daisy Bell (A Bicycle Made For Two)" – 2:48
9. "Let's All Go Down The Strand" – 3:42

- Disco 8 - Girls & Boys

1. "Girls & Boys (Edit)" – 4:20
2. "Magpie" – 4:15
3. "Anniversary Waltz" – 1:23
4. "People In Europe" – 3:28
5. "Peter Panic" – 4:22

- Disco 9 - To the End

1. "To the End (Edit)" – 3:52
2. "Girls & Boys" (Pet Shop Boys 7" Mix)" – 4:04
3. "Girls & Boys" (Pet Shop Boys 12" Mix)" – 7:16
4. "Threadneedle Street" – 3:19
5. "Got Yer!" – 1:48

- Disco 10 - Parklife

1. "Parklife (con Phil Daniels)" – 3:06
2. "Beard" – 1:46
3. "To the End (Versión en francés)" – 4:06
4. "Supa Shoppa" – 3:02
5. "Theme From an Imaginary Film" – 3:35

- Disco 11 - End of a Century

1. "End of a Century" – 2:47
2. "Red Necks" – 3:04
3. "Alex's Song" – 2:42

- Disco 12 - Country House

1. "Country House" – 3:58
2. "One Born Every Minute" – 2:18
3. "To The End (La Comedie) con Françoise Hardy" – 5:06
4. "Country House (Live)" – 5:01
5. "Girls & Boys (Live)" – 5:08
6. "Parklife (Live)" – 4:13
7. "For Tomorrow (Live)" – 7:35

- Disco 13 - The Universal

1. "The Universal" – 4:00
2. "Ultranol" – 2:42
3. "No Monsters In Me" – 3:38
4. "Entertain Me (The Live It! Remix)" – 7:19
5. "The Universal (Live at the BBC)" – 4:11
6. "Mr Robinson's Quango (Live at the BBC)" – 4:17
7. "It Could Be You (Live at the BBC)" – 3:17
8. "Stereotypes (Live at the BBC)" – 3:12

- Disco 14 - Stereotypes

1. "Stereotypes" – 3:11
2. "The Man Who Left Himself" – 3:21
3. "Tame" – 4:47
4. "Ludwig" – 2:24

- Disco 15 - Charmless Man

1. "Charmless Man" – 3:33
2. "The Horrors" – 3:18
3. "A Song" – 1:44
4. "St. Louis" – 3:12

- Disco 16 - Beetlebum

1. "Beetlebum" – 5:05
2. "All Your Life" – 4:11
3. "A Spell For Money" – 3:31
4. "Beetlebum (Mario Caldato Jr. Mix)" – 5:04
5. "Woodpigeon Song" – 1:41
6. "Dancehall" – 3:11

- Disco 17 - Song 2

1. "Song 2" – 2:02
2. "Bustin' + Dronin'" – 6:13
3. "Country Sad Ballad Man (Live Acoustic Version)" – 4:59
4. "Get Out of Cities" – 4:02
5. "Polished Stone" – 2:42

- Disco 18 - On Your Own

1. "On Your Own" – 4:27
2. "Chinese Bombs (Live at Peel Acres)" – 1:14
3. "Movin' On (Live at Peel Acres)" – 3:20
4. "M.O.R. (Live at Peel Acres)" – 2:59
5. "Popscene (Live at Peel Acres)" – 3:04
6. "Song 2 (Live at Peel Acres)" – 1:50
7. "On Your Own" (Live at Peel Acres)" – 4:46

- Disco 19 - M.O.R.

1. "M.O.R. (Road Version)" – 3:14
2. "Swallows in the Heatwave" – 2:33
3. "Movin' On (William Orbit Remix)" – 8:00
4. "Beetlebum (Moby's Minimal House Mix)" – 6:16

- Disco 20 - Tender

1. "Tender" – 7:41
2. "All We Want" – 4:33
3. "Mellow Jam" – 3:55
4. "French Song" – 8:19
5. "Song 2" [4] – 2:02

- Disco 21 - Coffee & TV

1. "Coffee & TV (Radio Edit)" – 5:19
2. "Trade Stylee (Alex Bugman Remix)" – 5:59
3. "Metal Hip Slop (Graham's Bugman Remix)" – 4:27
4. "X"-Offender (Damon/Control Freak's Bugman Remix)" – 5:42
5. "Coyote (Dave's Bugman Remix)" – 3:48

- Disco 22 - No Distance Left to Run

1. "No Distance Left to Run" – 3:28
2. "Tender (Cornelius Remix)" – 5:23